# Občina Bekkevoort
Bekkevoort je občina v vzhodu belgijske province Flandrijski Brabant. Občina leži v kraju Hageland. Bekkevoort meji na severu na občini Aarschot in Scherpenheuvel-Zichem, na vzhodu na občini Diest in Halen, na jugu na Kortenaknu in Glabbeeku ter na zahodu na občini Tielt-Winge. Administrativno središče občine je Bekkevoort.

## Naselja v občini
Assent, Bekkevoort, Molenbeek, Wersbeek